# 500
500 је била преступна година.

## Догађаји
- Цар Анастасије I закључује уговоре са низом номадских племена у северној Арабији. У замену за данак Византијском царству и војну одбрану ових источних територија, таквим племенима је дозвољено да се населе и обрађују пољопривредна земљишта у Арабији.
- Битка код Монс Бадоникуса: Романо-Британци и Келти побеђују англосаксонску војску, коју је предводио Аеле од Сасекса или можда Цердик од Весекса.
- Приближан почетак периода Хептархије у историји Енглеске.
- Приближна година оснивања Краљевине Есекс.
- Приближна година проналаска пчелињег скепа у Ирској.
- Грађански рат у Бургундији: Битка код Дижона: Коалиција Франака и Бургунда разбија снаге под Гундобадом. Краљ Хлодовех I га прогони до Авињона, где се предаје и обећава да ће плаћати годишњи данак.
- Формира се Франачко краљевство.
- Завршетак сахрањивања у римским катакомбама.
- Трасамунд, краљ Вандала, жени се Амалафридом (удовица сестра Теодорика Великог). Она са собом доноси велики мираз и елитну готску војску од 5.000 војника.
- Трговци из јужне Арабије насељавају се у северној Етиопији.
- Јијеунг постаје краљ корејског краљевства Сила.
- Тикал је основан.
- Основана су прва велика села са јамама у кањону Чако
- Аријанску крстионицу је подигао Теодорик Велики, у исто време када и базилика Сант Аполинаре Нуово (Равена).
- Написан је Кодекс Аргентеус, готски рукопис превода Библије епископа Вулфиле.

## Рођења
- Калеб од Аксума, аксумски краљ одговоран за уништење Химијара
- Анталас, вођа берберског племена
- Арегунд, краљица Франака
- Велизар, византијски генерал
- Бхавиавивека, индијски учењак Мадхиамаке
- Клотилда, ћерка Хлодовеха I
- Давид, велшки бискуп
- Гилдас, британски свештеник
- Маркоуф, мисионар и светац
- Ноносус, игуман и светац
- Окта, краљ Кента
- Прокопије из Цезареје, византијски историчар
- Павле II Црни од Александрије, сиријски православни антиохијски патријарх
- Теодора (супруга Јустинијана I), византијска царица
- Теудеберт I, краљ Аустразије (или 495.)
- Трибонијан, византијски правник
- Кси Хе, кинески писац и историчар уметности